# Wilhelm Klußmann
Wilhelm Klußmann (* 28. Januar 1863 in Osnabrück; † 17. April 1941 Osnabrück) war ein deutscher Verwaltungsjurist und Kommunalbeamter in Preußen.

## Leben
Noch im Königreich Hannover als Sohn eines Obergerichtsanwalts geboren, besuchte Klußmann das Ratsgymnasium Osnabrück. Nach dem Abitur studierte er ab 1881 Rechtswissenschaft an der Universität Bonn, der Universität zu Berlin und der Universität Göttingen. Er diente als Einjährig-Freiwilliger beim 2. Hannoverschen Ulanen-Regiment Nr. 14 der  Preußischen Armee und wurde Leutnant der Reserve.
Er war von 1884 bis 1889 Gerichtsreferendar. Seit 1898 Gerichtsassessor, wurde er 1890 Bürgermeister und Rechtsanwalt in Melle. Von 1891 bis 1894 war er Senator und Polizeidirektor in seiner Heimatstadt. Von 1895 bis 1899 war er Beigeordneter der Stadt Köln. Über 18 Jahre, von 1899 bis 1917 war er Oberbürgermeister von Geestemünde. 1901 (als Nachfolger von Hermann Bleßmann) bis zum 1. September 1919 gehörte er dem Provinziallandtag der Provinz Hannover an. Von 1908 bis 1913 vertrat er den Wahlkreis Stade 4 (Lehe-Geestemünde) und die Nationalliberale Partei (NLP) im Preußischen Abgeordnetenhaus. Für Geestemünde „erkaufte“ er das Stadtrecht. Noch in seiner Amtszeit wurde die Straße zum Bahnhof Geestemünde nach ihm benannt.
Als Nachfolger von Hans Eyl war er von 1913 bis zum 4. September 1933 Vorsitzender des Hannoverschen Sparkassenverbandes. Ihm folgte Arthur Menge.